# 河津さくらの里しぶや
河津さくらの里しぶや（かわづさくらのさとしぶや）は、静岡県賀茂郡河津町峰温泉に存在する温泉宿泊施設。東京都渋谷区の保養施設である。

## 概要
2014年10月に開業した渋谷区の保養施設。渋谷区が都外に保有する保養施設としては、二の平渋谷荘（神奈川県足柄下郡箱根町）に続いて2つ目の施設である。河津町の四季豊かな自然と湯量豊富な温泉、25mの温泉プールなどを有する特色ある施設で、心のリフレッシュ、健康増進を図ることができる。部屋数は本館15、スパ館2。渋谷区民以外でも部屋に空きがあれば利用は可能。

## 施設をめぐる議論
河津さくらの里しぶやは、2014年に渋谷区が既存の老舗温泉ホテルを1億1000万円で買収して開業したものである。しかしながら施設は買収時点で老朽化が進んでおり、購入後に耐震性に問題があることが判明。直ちに大浴場の建て替え工事が行われたほか、鉄筋コンクリート造りの東館が取り壊されるなど、区議会議員から施設買収の必要性や買収価格の妥当性に問題提起がなされた。
その後、区議員の1人は、施設が過去にアダルトビデオの撮影に利用されていたことを指摘、購入価格に問題があったとして購入および運営にかかった総額約9億3500万円を当時の区長らに請求する訴訟を起こした。2019年11月21日、東京地方裁判所は、ビデオ撮影の事実が報道された後も、宿泊施設の稼働率は全国平均を上回っていること、さらにビデオ撮影で不動産価値が下がったとは言えないとして議員の請求を棄却した。